# Нисияма, Дайки
Дайки Нисияма (яп. 西山 大希; род. 20 ноября 1990, Хигасихиросима, Хиросима) — японский дзюдоист, чемпион и призёр чемпионатов Японии, призёр чемпионатов Азии и мира. Выступал в средней весовой категории (до 90 кг). Чемпион (2016 и 2018 годы), серебряный (2010) и бронзовый (2012, 2015) призёр чемпионатов Японии. В 2011 и 2015 годах становился серебряным призёром чемпионатов Азии. В 2010 и 2011 годах был вторым на чемпионатах мира.